# Enrico Anselmi

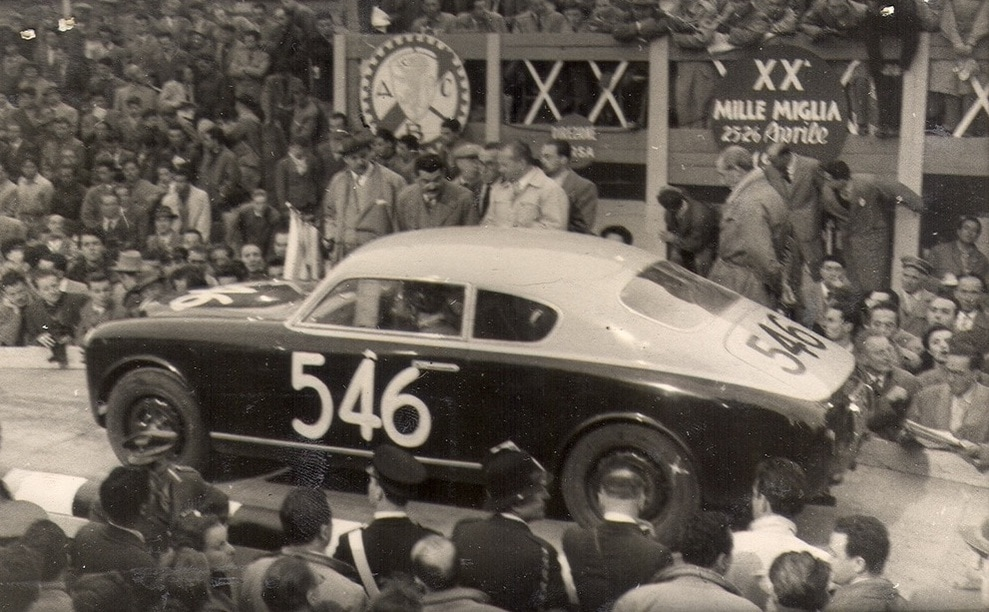
Enrico Anselmi im Lancia Aurelia B20 GT bei der Mille Miglia 1953

Enrico Anselmi (* 4. September 1915 in Genua; † 25. April 1975 in Sanfrè) war ein italienischer Autorennfahrer.

## Karriere als Rennfahrer
Enrico Anselmi war zwischen 1947 und 1957 als Sportwagenpilot aktiv. Achtmal bestritt er die Mille Miglia. Sein Debüt gab er 1947 mit einem 19. Rang in der Gesamtwertung. 1952 wurde er auf einer Lancia Aurelia B20 Gesamtfünfter und 1953 Gesamtsiebter. 1951 und 1952 holte er sich Klassensiege.
1951 gewann er die Coppa d’Oro delle Dolomiti und die Coppa Inter-Europa 1957. 1952 wurde er Gesamtdritter bei der Targa Florio.
Seinen einzigen Einsatz beim 24-Stunden-Rennen von Le Mans hatte er 1952 in einem Werks-Lancia. Mit Partner Felice Bonetto beendete er das Rennen an der achten Stelle der Gesamtwertung.

## Statistik

### Le-Mans-Ergebnisse
| Jahr | Team            | Fahrzeug           | Teamkollege    | Platzierung | Ausfallgrund |
| ---- | --------------- | ------------------ | -------------- | ----------- | ------------ |
| 1952 | Scuderia Lancia | Lancia Aurelia B20 | Felice Bonetto | Rang 8      |              |

### Einzelergebnisse in der Sportwagen-Weltmeisterschaft
| Saison | Team   | Rennwagen          | 1   | 2   | 3   | 4   | 5   | 6   | 7   | 8 | 9 | 10 | 11 | 12 | 13 | 14 | 15 | 16 | 17 | 18 | 19 | 20 | 21 | 22 |
| ------ | ------ | ------------------ | --- | --- | --- | --- | --- | --- | --- | - | - | -- | -- | -- | -- | -- | -- | -- | -- | -- | -- | -- | -- | -- |
| 1953   | Lancia | Lancia Aurelia B20 | SEB | MIM | LEM | SPA | NÜR | RTT | CAP |   |   |    |    |    |    |    |    |    |    |    |    |    |    |    |
| 1953   | Lancia | Lancia Aurelia B20 | 7   |     |     |     |     |     |     |   |   |    |    |    |    |    |    |    |    |    |    |    |    |    |
| 1954   |        | Lancia Aurelia B20 | BUA | SEB | MIM | LEM | RTT | CAP |     |   |   |    |    |    |    |    |    |    |    |    |    |    |    |    |
| 1954   |        | Lancia Aurelia B20 | DNF |     |     |     |     |     |     |   |   |    |    |    |    |    |    |    |    |    |    |    |    |    |
| 1957   |        | Lancia Appia GT    | BUA | SEB | MIM | NÜR | LEM | KRI | CAR |   |   |    |    |    |    |    |    |    |    |    |    |    |    |    |
| 1957   |        | Lancia Appia GT    | 54  |     |     |     |     |     |     |   |   |    |    |    |    |    |    |    |    |    |    |    |    |    |